# 愛知県道491号豊田環状線
愛知県道491号豊田環状線（あいちけんどう491ごう とよたかんじょうせん）は、愛知県豊田市トヨタ町を起点・終点とし、豊田市役所を中心とする環状の一般県道である。現在は完全な環状ではなく、主に市街地の東方から南方を回る半環状道路となっている。さらに県道として認定されているのは、そのうちの南方部分のみである。

## 概要

### 路線データ
- 道路法規上の区間
  - 起点・終点：豊田市トヨタ町（国道248号交点）
- 実質的区間
  - 起点：豊田市大見町（愛知県道341号加茂川志賀線交点）
  - 終点：豊田市東新町（国道153号交点）
- 暫定共用区間
  - 豊田市中垣内町・豊田市大見町間（愛知県道341号加茂川志賀線）

## 沿革
- 1972年9月16日 認定

## 通過する自治体
- 愛知県
  - 豊田市

## 備考
計画道路として豊田市平戸橋町の国道153号交点（平戸橋町馬場瀬交差点）から大見町1丁目までの道路も開通しているが、この区間は豊田市道外環状線である。また、南東部のルートが河合町1丁目経由に変更され、トヨタ町東経由の道路もまた市道となっている。

## 沿線周辺
- 五ヶ丘ニュータウン
- 水源公園
- 豊田自動車学校
- トヨタ自動車本社工場
- 愛知環状鉄道・愛知環状鉄道線 三河豊田駅
- 名鉄三河線 土橋駅
- MEGAドン・キホーテUNY（旧・アピタ） 豊田元町店
- トヨタ自動車元町工場
- 東名高速道路 豊田IC（県道76号経由）

## 接続している道路
- 愛知県道39号岡崎足助線（足助街道）（中垣内町元屋敷交差点）
- 愛知県道341号加茂川志賀線（中垣内町元屋敷交差点・大見町1丁目交差点間で重複）
- 豊田市道外環状線（大見町1丁目交差点）
- 愛知県道340号細川豊田線（室町6丁目交差点）
- 国道248号（豊田南北線）（トヨタ町南交差点）
- 愛知県道488号三河豊田停車場大林線（山之手4丁目交差点）
- 愛知県道76号豊田安城線（上郷街道）（曙町交差点・土橋町5丁目交差点間で重複）
- 国道155号（土橋町1丁目交差点から市道経由）
- 国道153号（豊田東西線、豊田西バイパス）（東新町2丁目交差点）

## 別名
- 元町通り（豊田市）
- 外環状線（豊田市）